# 李槐之
李槐之（1919年—2007年），原名李世传，曾用名果克，笔名新吾、淮子，男，四川彭县人，中国美术评论家，曾任中国美术家协会理事。